# Téléphonoscope

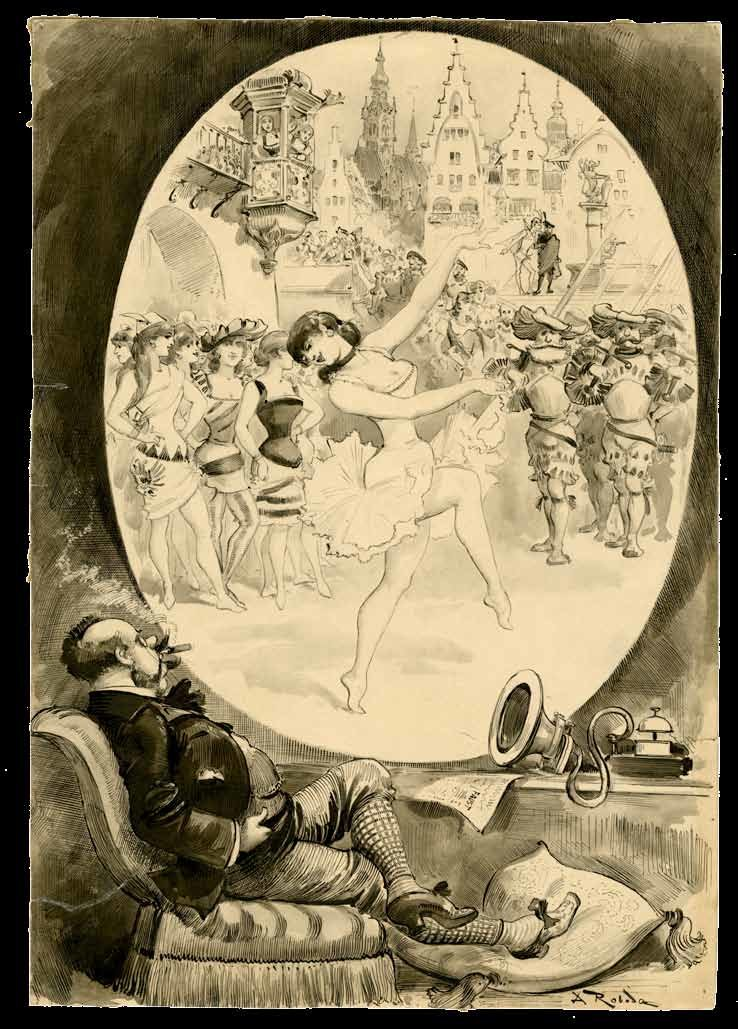
« Le théâtre chez soi par le téléphonoscope », dessin d'Albert Robida à la plume et lavis à l'encre de Chine, illustration de son roman Le Vingtième Siècle (1883).

Le téléphonoscope est un appareil de vision à distance imaginaire, que l'on peut considérer comme une anticipation de la visiophonie et de la télévision.
Le terme a été popularisé par Albert Robida, qui le décrit dans son roman Le Vingtième Siècle publié en 1883, et sa suite Le Vingtième Siècle : La Vie électrique publiée en 1893. C'est aussi le titre de la revue des amis d'Albert Robida.
Le terme apparaît d'abord chez Thomas A. Edison pour désigner un porte-voix électrique. Avant Robida, le dessinateur anglais George du Maurier propose dans Punch's Almanack for 1879 (Punch du 9 décembre 1878) un dessin Edison's Telephonoscope, qui est aussi un appareil de vision à distance.
Trois ans avant la publication du Vingtième Siècle de Robida, un de ses amis, le journaliste et dramaturge Abraham Dreyfus avait lui aussi proposé un téléphonoscope Le buste de Dumas. (Propos de l'an 2000), paru dans La Vie moderne du 22 novembre 1879. Dans ce texte, le téléphonoscope apparaît plutôt comme une radio avec publicité.

## Le téléphonoscope d'Albert Robida
L'action du Vingtième Siècle se déroule en 1952 et celui de La Vie électrique en 1955. Robida profite de l'intrigue, assez simple, pour présenter un monde du futur très différent de celui des lecteurs de 1883 : parmi les inventions qu'il décrit, le téléphonoscope préfigure à la fois la télévision, l'Internet et les appareils nomades. Il s'agit d'un écran mural plat qui permet de communiquer à distance et diffuse les dernières informations à toute heure du jour et de la nuit, les dernières pièces de théâtre, des cours et des téléconférences. Il permet la visiophonie, mais il offre aussi des distractions (spectacles, feuilletons, dont l'un intitulé Purée de poubelles, informations). Les programmes sont entrecoupés de publicités obsédantes. L'appareil est constitué d'un mince écran de verre accroché comme un tableau au mur du salon, mais il existe aussi une version de poche qui permet à chacun de suivre les programmes à tout moment,,.
Robida écrit ainsi : « Excellent pour les voyageurs, le téléphonoscope !... on ne craint plus de s’expatrier, puisque tous les soirs on retrouve sa famille au bureau du téléphonoscope ! ».
Comme pour la télévision moderne, le dispositif est couramment désigné par l'abréviation « télé » .

Illustrations d'Albert Robida pour ses romans Le Vingtième Siècle (1883) et La Vie électrique (1893).
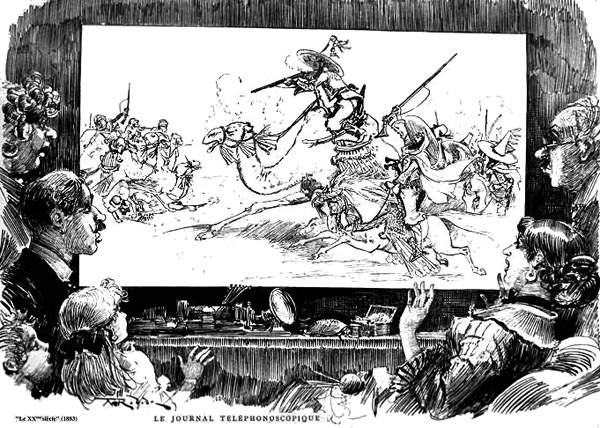
Le journal téléphonoscopique.
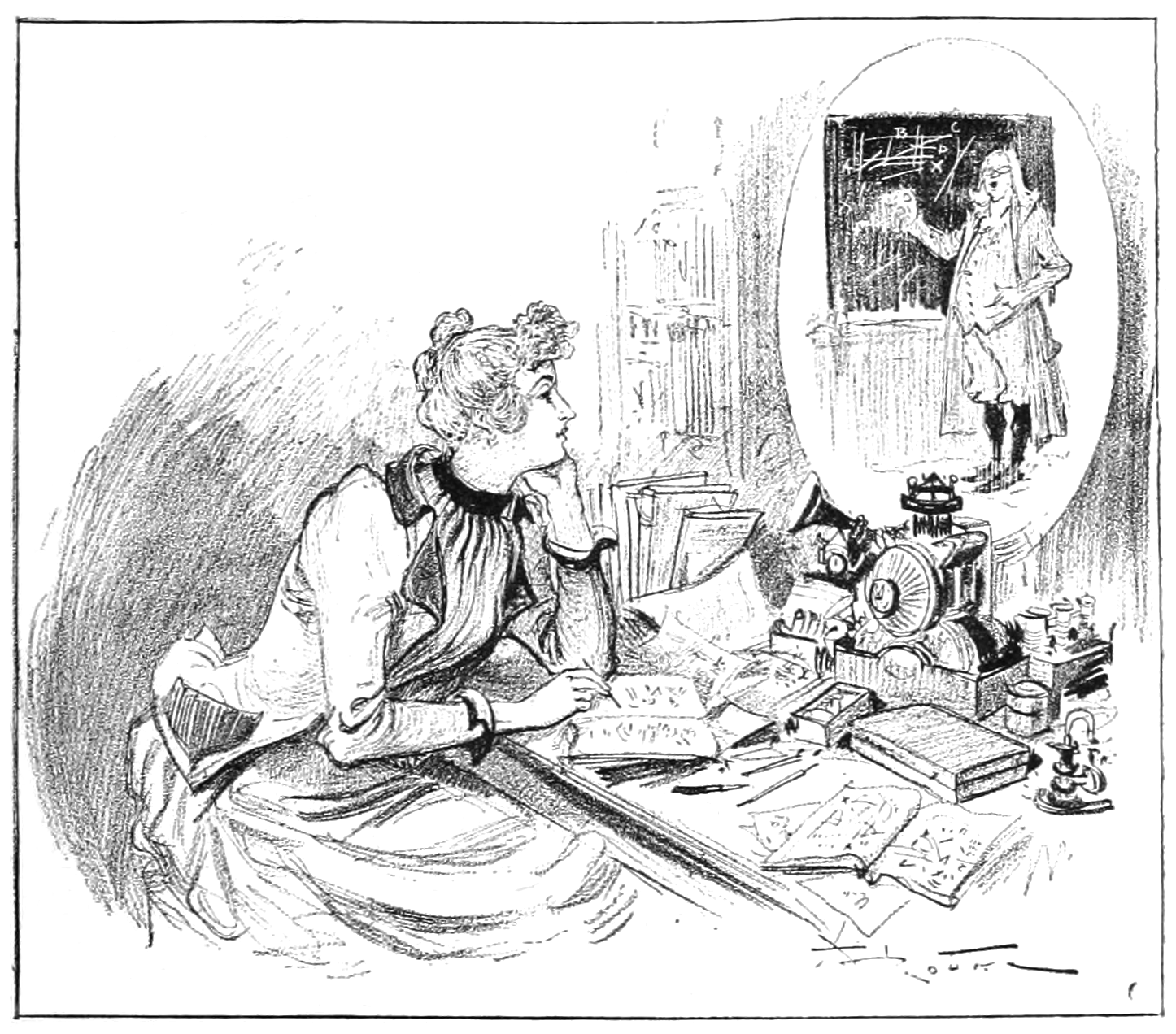
Les cours par téléphonoscope.
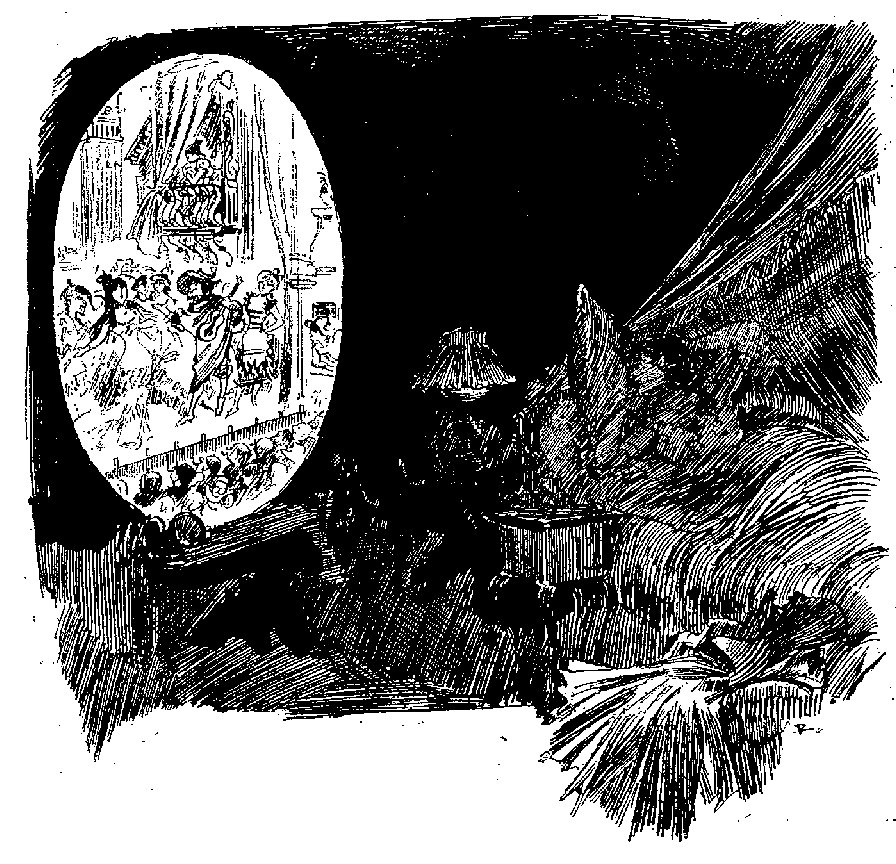
Le théâtre chez soi par le téléphonoscope.
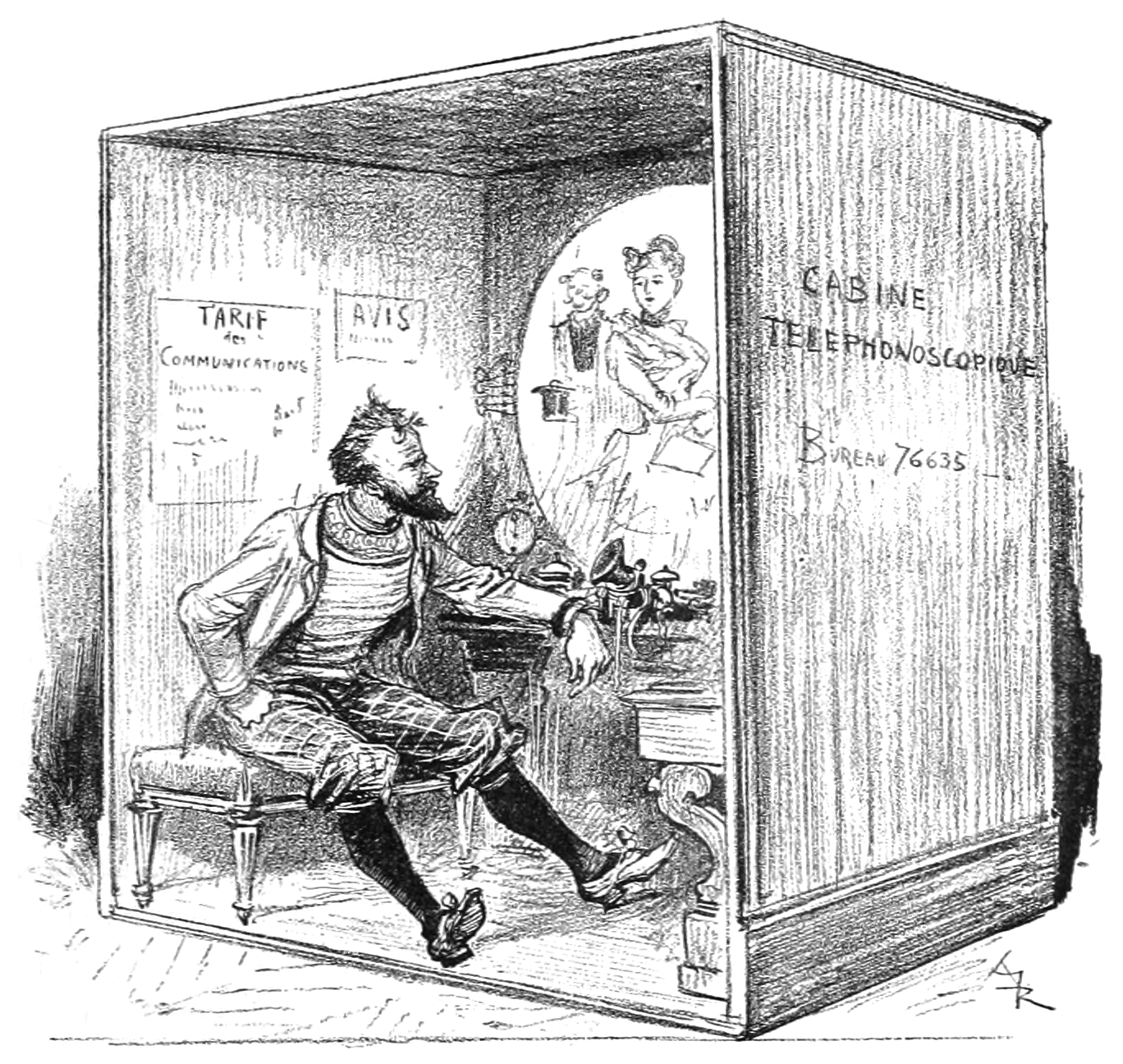
Sulfatin accapare la cabine du téléphonoscope.
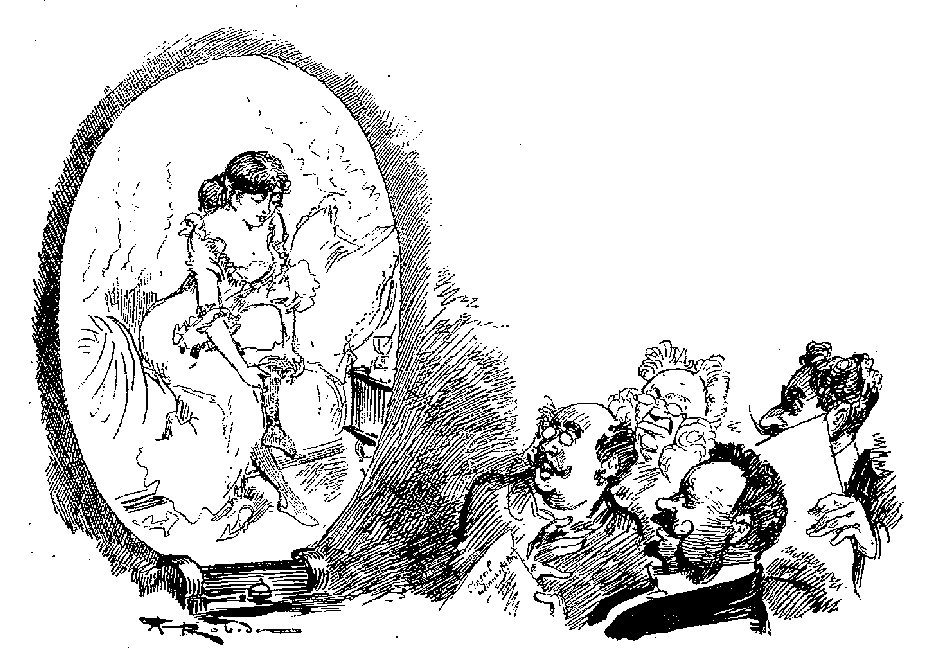
Une erreur du téléphonoscope.

## Téléphonoscope d'Edison

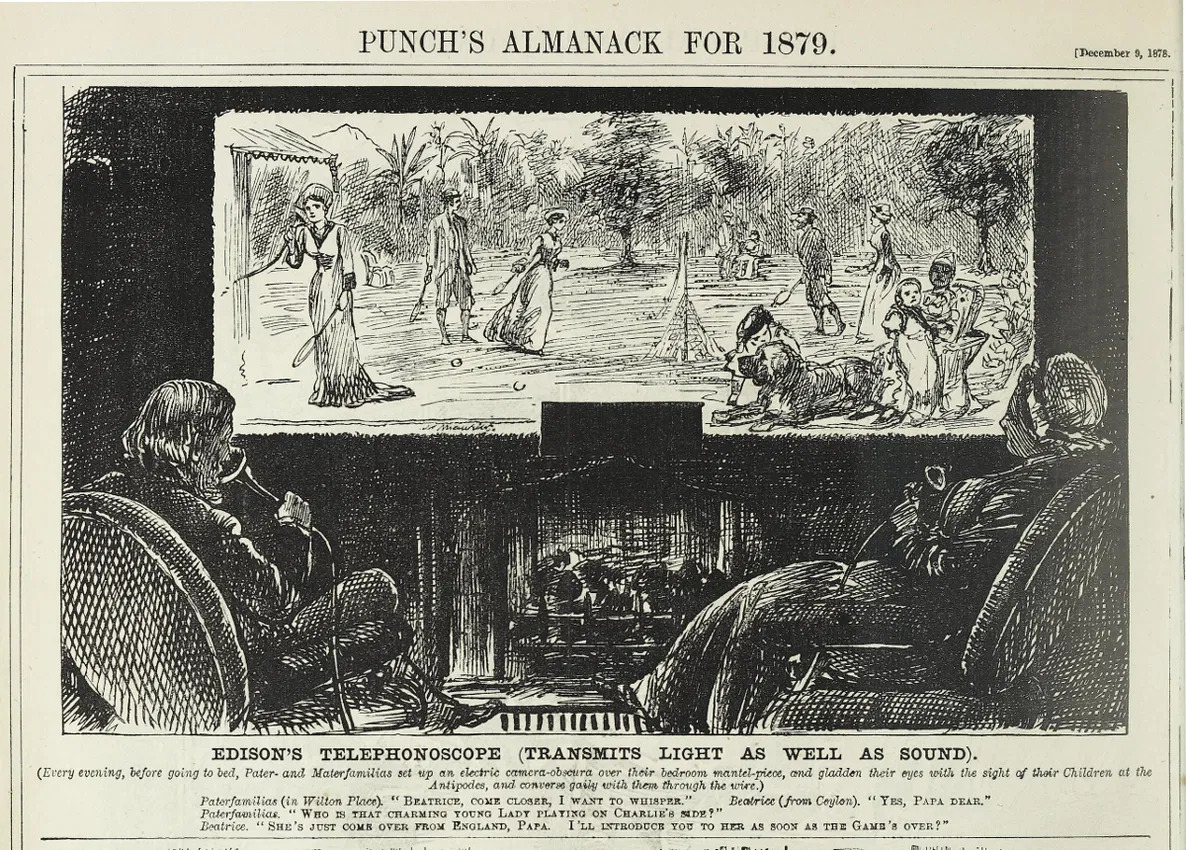
Edison's telephonoscope (transmits light as well as sound), dessin de George du Maurier dans Punch (1879).

Avant la description du téléphonoscope par Robida en 1883, la rumeur attribuait cette invention, sous le même nom, à Thomas Edison. Le caricaturiste George du Maurier avait ainsi publié un dessin intitulé Edison's telephonoscope dans l'almanach 1879 du magazine Punch. On y voyait un couple, dans un salon à Londres, en visioconférence avec leur fille jouant au tennis à Ceylan.
En fait, Thomas Edison avait bien inventé un téléphonoscope, mais ce nom avait fait travailler l'imagination, puisqu'il s'agissait de ce que nous nommons aujourd'hui un mégaphone.